# Сборная Ганы по пляжному футболу
Сборная Ганы по пляжному футболу (англ. Ghana national beach soccer team) — национальная команда, которая представляет Гану на международных соревновательных дисциплинах по пляжному футболу. Имеет прозвище «чёрные акулы». Управляется Футбольной ассоциацией Ганы. Сборная Ганы 4 раза пробивалась в основной этап Кубка африканских наций, но никогда не выходила на чемпионат мира.
По состоянию на август 2024 года Гана в мировом рейтинге пляжного футбола занимает 83 место.

## История
Организованный пляжный футбол в Гане появился в 2011 году и стал развиваться в прибрежных районах страны. Дебют национальной сборной Ганы на Кубке африканских наций состоялся на турнире 2013 года в Марокко. Команда под руководством Джонни Консейсао выступила неудачно, проиграв во всех трёх матчах против Марокко, Сенегала и Мадагаскара.
В 2014 году Гана заняла последнее четвёртое место на Кубке Лагоса, а на Кубке Дурбана 2015 года ганцы переиграли в матче за 7 место Сейшелы (8:2).
Команда смогла пройти квалификацию на Кубок африканских наций 2015 года, обыграв по сумме двух матчей Уганду со счётом 21:8. В групповом раунде ганцы вновь заняли последнее место: поражения от Мадагаскара и Марокко, а также победа над Сенегалом. В утешительном плей-офф Гана уступила Египту (5:6), а в матче за 7 место переиграла Сейшелы (12:1). По итогам турнира Александр Аджей с 17 забитыми голами получил приз лучшего бомбардира.
На следующем турнире 2016 года в Нигерии команда вновь заняла 7 место.
Гана должна была принять участие в отборе на КАН 2018 года, но не сумела вовремя подать необходимые документы. В 2020 году при Футбольной ассоциацией Ганы был сформирован комитет по управлению национальной командой по пляжному футболу из шести человек во главе с Кингсли Осей Бонсу.
Перед КАН 2021 года Гане было засчитано техническое поражение и она не смогла выступить в квалификации. Неудачей закончился для ганцев и отбор на всеафриканский турнир 2022 года, где команда уступила Египту со счётом 11:12 (по сумме двух матчей). Несмотря на неудачу Дэниел Котей сохранил должность главного тренера сборной.
Ганцы сумели пройти на Кубок африканских наций 2024 года, обыграв в отборе Кот-д’Ивуар с общим счетом 10:5.

## Статистика

### Кубок африканских наций
| Год       | Результат              | И                      | В                      | В+                     | П                      | ГЗ                     | ГП                     |
| --------- | ---------------------- | ---------------------- | ---------------------- | ---------------------- | ---------------------- | ---------------------- | ---------------------- |
| 2006-2011 | не участвовала         | не участвовала         | не участвовала         | не участвовала         | не участвовала         | не участвовала         | не участвовала         |
| 2013      | Групповой этап         | 3                      | 0                      | 0                      | 3                      | 8                      | 30                     |
| 2015      | 7 место                | 5                      | 2                      | 0                      | 3                      | 29                     | 24                     |
| 2016      | 7 место                | 4                      | 0                      | 0                      | 4                      | 11                     | 22                     |
| 2018      | не участвовала         | не участвовала         | не участвовала         | не участвовала         | не участвовала         | не участвовала         | не участвовала         |
| 2021      | снялась                | снялась                | снялась                | снялась                | снялась                | снялась                | снялась                |
| 2022      | не прошла квалификацию | не прошла квалификацию | не прошла квалификацию | не прошла квалификацию | не прошла квалификацию | не прошла квалификацию | не прошла квалификацию |
| 2024      |                        |                        |                        |                        |                        |                        |                        |
| Всего     | 4/12                   | 12                     | 2                      | 0                      | 10                     | 48                     | 76                     |